# Ентоні Беннетт
Ентоні Гарріс Беннетт (англ. Anthony Bennett; нар. 14 березня 1993) — канадський професійний баскетболіст команди «Hsinchu JKO Lioneers» P. League+. Він грав у студентський баскетбол за Університет Невади у Лас-Вегасі (UNLV). Його обрала першим на драфті НБА 2013 року команда «Клівленд Кавальєрс», ставши першим канадцем, обраним під номером один. Беннет також є членом національної збірної Канади з баскетболу.
Багато любителів баскетболу й аналітики вважають його одним із найгіршим задрафтованим гравцем в історії НБА.

## Ранні роки
Народився у Торонто, Онтаріо, Беннетт ріс у районі Джейн і Фінч і в сусідньому Бремптоні, куди він переїхав у 10-річному віці. Він народився у сім'ї Едіт Беннетт, медсестри, яка походить з Ямайки, і Делроя Гарріса. У нього також є старша сестра Даніель і старший брат Шелдон. Едіт виховувала дітей сама, працюючи на двох роботах: у лікарні та психіатричному закладі. У підлітковому віці на Ямайці його мати займалася легкою атлетикою та грала у нетбол.

## Шкільні роки
Беннетт відвідував середню школу Гарольда М. Братуейта у Бремптоні. У віці 16 років він переїхав до Беклі, Західна Вірджинія, щоб грати у баскетбол за Mountain State Academy, а після її закриття через рік переїхав до Гендерсона, штат Невада, щоб приєднатися до «Фіндлі Преп». Він був форвардом № 1 і гравцем № 7 серед шкіл у 2012 році згідно з ESPNU 100, гравцем № 7 за Scout.com і Rivals.com.
Попри велику зацікавленість у Беннетті як гравці він обирав між командами Орегону та UNLV. Він приєднався до UNLV під керівництвом головного тренера Дейва Райса 12 травня 2012 року.

## Студентські роки
Під час баскетбольного сезону «UNLV Runnin' Rebels» 2012–13 Беннетт зіграв 35 ігор. Хоча він здебільшого був на позиції важкого форварда, іноді грав як легкий форвард. Він набирав у середньому 16,1 очка та 8,1 підбирання за гру, попри те, що в середньому грав лише 27,1 хвилини за гру через травму. Він кидав 53,3 % з гри та 37,5 % триочкових. Він був надзвичайно ефективним у коледжі, середній показник ефективності становив 28,3. У середині сезону Беннетт страждав від травми плеча. Його хвилини на полі скоротили, щоб дати йому відпочити. Пройшовши до турніру НАСС, команда «UNLV» програла у другому раунді «Каліфорнії Голден Беарс».
У квітні 2013 року Беннетт оголосив про участь у драфті НБА, пропустивши останні три роки навчання у коледжі. У травні 2013 року він переніс планову операцію з приводу апное уві сні й астми.

## Професійна кар'єра

### «Клівленд Кавальєрс» (2013—2014)
Беннетт був одним із тринадцяти гравців, запрошених до «Зеленої кімнати» на драфті НБА 2013 року, тобто очікувалося, що його виберуть найпершим під час лотереї. Він був обраний під першим номером «Клівленд Кавальєрс», що зробило його першим канадцем, обраним під номером один на драфті НБА.
20 серпня 2013 року Беннетт підписав 2-річний контракт із «Клівленд Кавальєрс» на суму 10,9 мільйона доларів. Після кількох посередніх виступів на початку свого дебютного сезону дехто назвав його одним із найгірших першим задрафтованих гравців за останній час. Він не забивав м'яч з гри до своєї п'ятої гри у НБА і пропустив свої перші 16 спроб за 43 хвилини ігрового часу.

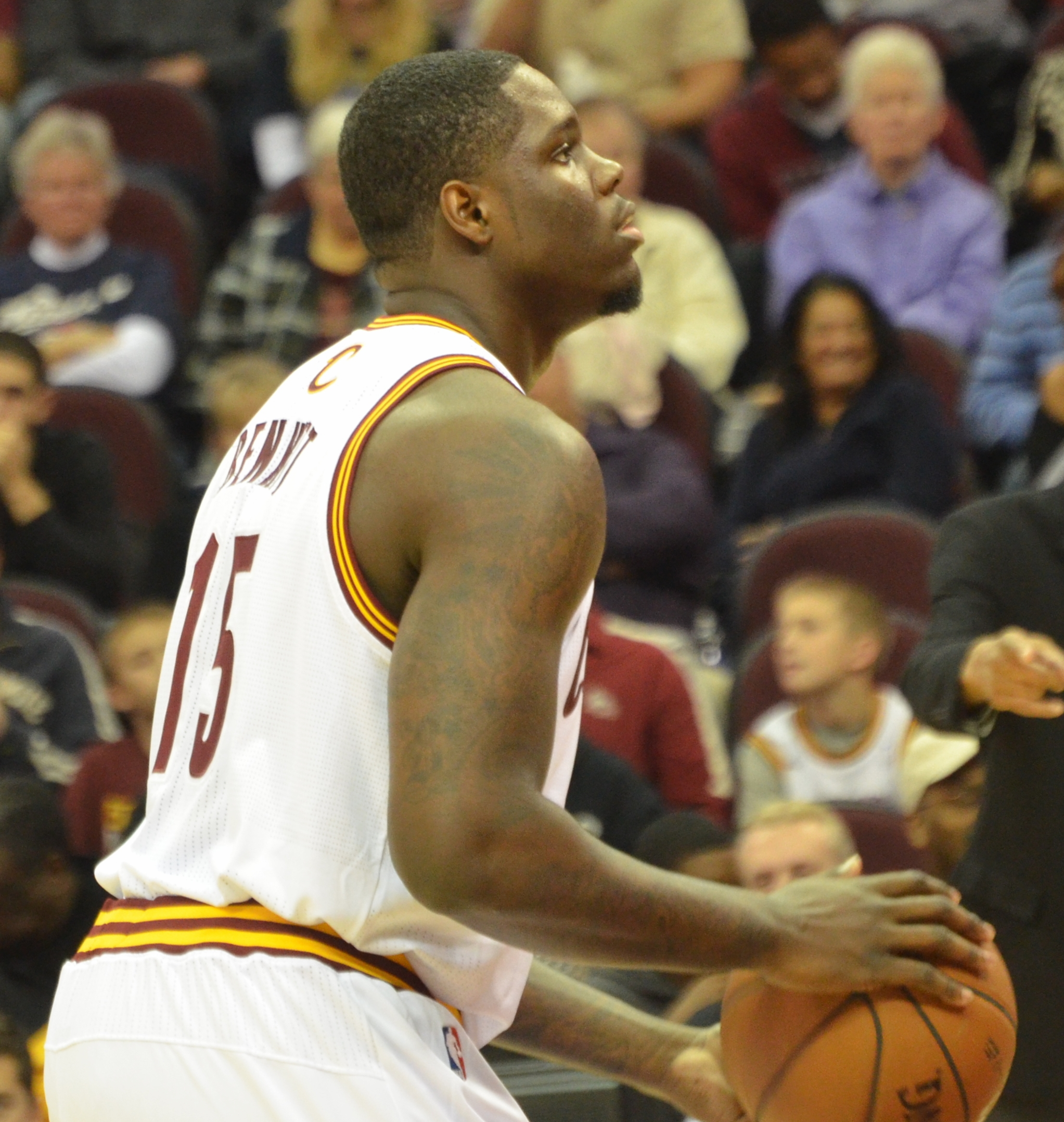
Беннетт виконує штрафний кидок за «Кавальєрс» у жовтні 2013 року

28 січня 2014 року Беннетт набрав 15 очок і зробив 8 підбирань у поразці від «Нью-Орлеан Пеліканс» з рахунком 100:89. Це була перша гра з двозначним числом очок у його кар'єрі у НБА після 33 ігор. Майже дві третини всіх попередніх задрафтованих першими у своїй першій грі забивали двозначне число. 11 лютого 2014 року Беннетт зробив свій перший дабл-дабл у кар'єрі, набравши 19 очок і зробивши 10 підбирань, у перемозі над «Сакраменто Кінгз» з рахунком 109:99. У сезоні 2013—2014 він провів 52 гри, маючи у середньому 4,2 очка та 3,0 підбирання за 12,8 хвилини за гру.
У липні 2014 року Беннетт приєднався до «Кавальєрс» для участі у Літній лізі НБА 2014, де він набирав у середньому 13,3 очка у чотирьох іграх.

### «Міннесота Тімбервулвз» (2014—2015)
23 серпня 2014 року Беннетта обміняли до «Міннесоти Тімбервулвз» у рамках обміну між трьома командами за участю «Кавальєрс» і «Філадельфія Севенті Сікстерс».
19 жовтня 2014 року «Тімбервулвз» продовжили контракт до сезону 2015—2016. 21 листопада 2014 року він набрав рекордні за свою кар'єру 20 очок у поразці від «Сан-Антоніо Сперс» з рахунком 121:92. 21 лютого 2015 року він не грав два тижні через травму правої щиколотки, яку він отримав за день до гри проти «Фенікс Санз». Після травми Беннетт зіграв лише чотири гри перед завершенням сезону 2014—2015. У 57 іграх за «Тімбервулвз» він набирав у середньому 5,2 очка, 3,8 підбирання та мав 15,7 хвилини за кар'єру.
23 вересня 2015 року «Тімбервулвз» відмовилися від Беннетта шляхом викупу контракту.

### «Торонто Репторз» (2015—2016)
28 вересня 2015 року Беннетт підписав однорічну мінімальну угоду ветерана з командою «Торонто Репторз». Він дебютував з ними 30 жовтня, зробивши три підбирання й одне перехоплення у перемозі над «Бостон Селтікс» (113:103). 20 грудня Беннетт попросив команду відправити його у «Репторз 905» Джи-Ліги НБА. Він грав за «Репторз 905» проти «Делавер Ейті Севенс», набравши 13 очок і зробивши 4 підбирання у переможній грі з рахунком 105:94, ставши першим номером 1 НБА, який грав у цій лізі. Того ж дня він повернувся до Торонто на гру проти «Сакраменто Кінгз». Він ще три рази виступав за «Репторз 905». 1 березня 2016 року «Репторз» відмовилися від нього. Любов Беннетта до гри була поставлена під сумнів під час його перебування у Торонто, й організація дедалі більше розчаровувалася через його нездатність осягнути жорстокий світ НБА, попри їхні спроби працювати з ним.

### «Бруклін Нетс» (2016—2017)
14 липня 2016 року Беннетт підписав дворічний контракт із «Бруклін Нетс» на суму 2,1 мільйона доларів. Він дебютував за «Нетс» у третій грі сезону 29 жовтня, набравши дев'ять очок за 18 хвилин матчу проти «Мілвокі Бакс» (110:108). 18 листопада він поставив рекорд сезону 12 очок у поразці з рахунком 124:105 проти «Оклахома-Сіті Тандер». 27 листопада він приєднався до «Лонг-Айленд Нетс» Ді-Ліги Брукліну. Бруклін відкликав його перед грою того вечора. Він повернувся у «Лонг-Айленд» 28 листопада до наступного дня. 3 грудня він вперше стартував у сезоні, набравши 7 очок і зробивши рекордні для своєї кар'єри 14 підбирань у поразці від «Мілвокі Бакс» з рахунком 112:103. 9 січня 2017 року «Нетс» відмовився від нього.

### «Фенербахче» (2017)
13 січня 2017 року Беннетт підписав контракт 1+1 з «Фенербахче» з турецької баскетбольної Суперліги. У 10 іграх Євроліги він набирав у середньому 1,2 очка за гру. У 2017 році «Фенербахче» виграв свій перший титул у Євролізі, обігравши «Олімпіакос» з рахунком 80:64 у чемпіонаті. 25 травня 2017 року він покинув команду.

### «Норт Аризона Санз» (2017)
22 вересня 2017 року Беннетт підписав контракт з «Фінікс Санз». 11 жовтня 2017 року «Санз» відмовився від нього. Пізніше того ж місяця він приєднався до «Норт Аризона Санз» з Джи-Ліги НБА. 19 листопада 2017 року тимчасово покинув команду, щоб приєднатися до збірної Канади для участі у кваліфікації Чемпіонату світу з баскетболу ФІБА 2019. 29 листопада він повернувся до «Норт Аризона Санз».

### «Мейн Ред Клоуз» (2017—2018)
28 грудня 2017 року Беннетт був обміняний до «Мейн Ред Клоуз» разом із вибором гравця третього раунду на права гравця Веслі Сондерса та вибором гравця з другого раунду.

### «Агва Калієнте Кліпперс» (2018—2019)
У жовтні 2018 року Беннетт був обміняний до «Агва Калієнте Кліпперс» на Джеймса Майкла Макаду та вибір третього раунду драфту.

### «Хапоель» (2021—2022)
12 липня 2019 року Беннетт підписав однорічний контракт з «Х'юстон Рокетс» на суму 1,7 мільйона доларів. Однак 9 жовтня від нього відмовились після артроскопічної операції на коліні.
У травні 2021 року він підписав контракт із «Кангрехерос де Сантурсе» з Вищої Ліги Пуерто-Рико. 7 липня клуб оголосив про розірвання контракту з Беннеттом, щоб звільнити місце для Данте Каннінгема.
25 серпня 2021 року Беннетт підписав контракт із єрусалимським «Хапоелєм» ізраїльської баскетбольної прем'єр-ліги. 5 жовтня Беннетт дебютував, набравши командний рекорд — 22 очки, 8 підбирань й одну передачу за 23 хвилини гри. 10 жовтня було оголошено про продовження контракту Беннетта до кінця сезону, всупереч попереднім чуткам про те, що він залишає команду. 2 січня 2022 року його було звільнено. У восьми матчах він набирав у середньому 6,3 очка та робив 3,3 підбирання за 12,9 хвилини за гру.

### «Kaohsiung Steelers» (2022)
9 лютого 2022 року Беннет приєднався до «Kaohsiung Steelers» з тайванської P. League+.

### «Hsinchu JKO Lioneers» (2022–)
19 серпня 2022 року Беннетт підписав контракт із «Hsinchu JKO Lioneers» на сезон 2022—2023.

## Кар'єра у національній збірній
Беннетт брав участь у Чемпіонаті ФІБА Америка до 16 років 2009 року та Чемпіонаті світу 2010 ФІБА до 17 років і допоміг Канаді виграти бронзову медаль на кожному турнірі. На турнірі 2010 року він був товаришем по команді Ендрю Віггінса, першого номера на драфті НБА 2014 року та його колишнього товариша по команді «Тімбервулвз».
У липні 2015 року Беннетт був включений до складу національної збірної Канади на Панамериканських іграх 2015 року. Змагання проходили у його рідному місті Торонто, Беннетт допоміг Канаді виграти срібну медаль, здобути чотири перемоги, зокрема перемогу над США у півфіналі, а потім поступившись у фіналі Бразилії. Беннет набирав у середньому 15,6 очка та 10,4 підбирання за гру.

## Профіль гравця
Коли Беннетт був задрафтований, його порівнювали з Ларрі Джонсоном, колишнім великим гравцем Невадського університету у Лас-Вегасі, гравцем Матчу усіх зірок і номером один у драфті НБА 1991 року.

## Кар'єрна статистика
Зауважте: Євроліга не є єдиним змаганням у якому гравець бере участь упродовж сезону, він також грає в домашніх змаганнях.
| † | Позначає сезон, у якому команда Беннета виграла Євролігу |

### НБА

#### Регулярний сезон
| Сезон     | Команда   | GP  | GS | MPG  | FG%  | 3P%  | FT%  | RPG | APG | SPG | BPG | PPG |
| --------- | --------- | --- | -- | ---- | ---- | ---- | ---- | --- | --- | --- | --- | --- |
| 2013–2014 | Клівленд  | 52  | 0  | 12.8 | .356 | .245 | .638 | 3.0 | .3  | .4  | .2  | 4.2 |
| 2014–2015 | Міннесота | 57  | 3  | 15.7 | .421 | .304 | .641 | 3.8 | .8  | .5  | .3  | 5.2 |
| 2015–2016 | Репторз   | 19  | 0  | 4.4  | .296 | .214 | .900 | 1.2 | .0  | .3  | .0  | 1.5 |
| 2016–2017 | Бруклін   | 23  | 1  | 11.5 | .413 | .271 | .722 | 3.4 | .5  | .2  | .1  | 5.0 |
| Кар'єра   | Кар'єра   | 151 | 4  | 12.6 | .392 | .261 | .670 | 3.1 | .5  | .4  | .2  | 4.4 |

### Євроліга
| Рік        | Команда    | GP | GS | MPG | FG%  | 3P%  | FT%  | RPG | APG | SPG | BPG | PPG | PIR |
| ---------- | ---------- | -- | -- | --- | ---- | ---- | ---- | --- | --- | --- | --- | --- | --- |
| 2016–2017† | Фенербахче | 10 | 4  | 6.3 | .263 | .182 | .000 | .9  | .2  | .3  | .1  | 1.2 | .6  |
| Кар'єра    | Кар'єра    | 10 | 4  | 6.3 | .263 | .182 | .000 | .9  | .2  | .3  | .1  | 1.2 | .6  |

### ІБПЛ
| Сезон     | Команда | GP | GS | MPG  | FG%  | 3P%  | FT%  | RPG | APG | SPG | BPG | PPG |
| --------- | ------- | -- | -- | ---- | ---- | ---- | ---- | --- | --- | --- | --- | --- |
| 2021–2022 | Хапоель | 8  | 1  | 12.9 | .514 | .440 | .333 | 3.3 | .9  | .5  | .0  | 6.3 |
| Кар'єра   | Кар'єра | 8  | 1  | 12.9 | .514 | .440 | .333 | 3.3 | .9  | .5  | .0  | 6.3 |

### Студентська ліга
| Сезон     | Команда | GP | GS | MPG  | FG%  | 3P%  | FT%  | RPG | APG | SPG | BPG | PPG  |
| --------- | ------- | -- | -- | ---- | ---- | ---- | ---- | --- | --- | --- | --- | ---- |
| 2012–2013 | UNLV    | 35 | 32 | 27.1 | .533 | .375 | .701 | 8.1 | 1.0 | .7  | 1.2 | 16.1 |